# Zmiana (baseball)
Zmiana (ang. inning) – w baseballu, część meczu, w której jedna drużyna walczy o zdobycie jak największej liczby punktów, zaś druga stara się jej przeszkodzić.
W zawodowym baseballu używa się również terminu extra innings, gdy po dziewięciu zmianach wynik jest nierozstrzygnięty i konieczne jest rozegranie dodatkowych zmian, by wyłonić zwycięzcę meczu.